# Gerson Santos
Gerson Santos (...) è un ex giocatore di football americano e allenatore di football americano brasiliano, che ha giocato come linebacker.

## Palmarès
- 2 SC Bowl (São José Istepôs, 2013, 2014)